# محوطه باغ حاج غلامعلی
محوطه باغ حاج غلامعلی مربوط به سده‌های میانه دوران‌های تاریخی پس از اسلام است و در شهرستان ملکان، بخش مرکزی، دهستان گاودول غربی، جنوب غرب روستای تازه قلعه واقع شده و این اثر در تاریخ ۲۷ بهمن ۱۳۸۷ با شمارهٔ ثبت ۲۴۶۹۲ به‌عنوان یکی از آثار ملی ایران به ثبت رسیده است.